# Lie to Me (Tom Waits)
Lie to Me è il tredicesimo singolo discografico del cantautore blues rock statunitense Tom Waits. Venne pubblicato nel mese di ottobre del 2006 dalla ANTI- come primo ed unico singolo estratto dalla sua ottava raccolta discografica, Orphans: Brawlers, Bawlers & Bastards.

## Descrizione

### Lie to Me
Le interpretazioni del testo di Lie to Me sono varie, e difficilmente il pubblico è riuscito a trovare un significato concreto. L'interpretazione più probabile è che Tom Waits si trova nei panni di una relazione dove riconosce l'infedeltà della sua fidanzata, ma che preferisce ricevere bugie costanti invece che ottenere la crudele verità, a tal punto di accettare il ruolo di essere il "guidatore" della sua amata, prima che arrivi il suo "uomo vero".
Lo stesso Tom Waits descrisse così il brano in uno dei suoi concerti:
(Tom Waits)
Questo può far suggerire che questo brano sia basato su delle esperienze personali, ma ad oggi non c'è un'accurata descrizione sul significato concreto di questo brano.

## Tracce
Lato A
1. Lie to Me – 2:09 (Tom Waits, Kathleen Brennan)

Lato B
1. Crazy About My Baby – 2:06 (Fats Waller, Alexander Hill)